# Ларсен, Йорген Эрик
Йорген Эрик Ларсен (25 июля 1945, Херфёльге, Зеландия — 7 февраля 2020, Херфёльге, Зеландия) — датский футболист и футбольный тренер.
Большую часть своей игровой карьеры провёл в «Херфёльге», сыграв в 197 матчах за клуб. Он стажировался в таких клубах, как «Осер», «Айнтрахт Франкфурт», «Вест Хэм Юнайтед», «Данди Юнайтед» и «Мальмё». В 1978 году был назначен спортивным директором «Херфёльге», а в 1987 году — тренером клуба. В 1993 году он был назначен тренером национальной сборной Ганы, а затем стал тренером сборной Катара. Тренировал также молодёжную сборную Катара, с которой выступил на чемпионате мира 1995 года (последнее место на групповом этапе). Он был тренером катарской команды «Эр-Райян», с которой выиграл чемпионат Катара. Там работал с такими игроками, как Фернандо Йерро, Марио Баслер и братья Франк и Рональд де Буры. Он был тренером малайзийской команды «Кедах», и летом 2002 года привлёк в клуб бывшего игрока «Херфёльге» Томаса Абеля. В ноябре 2005 года Ларсен вернулся на родину, где был назначен тренером «Брёнсхёй» из Первого дивизиона Дании (вторая лига).
О своей работе в Катаре Ларсон в 1996 году в интервью газете «Спорт-Экспресс» говорил, что прекрасно чувствовал себя в Катаре, но не выглядел в глазах подопечных боссом, поскольку на стадион он приезжал на скромном автомобиле типа «Хонда», а его игроки — на шестисотых «Мерседесах».